# Grosse Tete
Grosse Tete es una villa ubicada en la parroquia de Iberville en el estado estadounidense de Luisiana. En el Censo de 2010 tenía una población de 647 habitantes y una densidad poblacional de 210,45 personas por km².

## Geografía
Grosse Tete se encuentra ubicada en las coordenadas 30°24′56″N 91°26′19″O / 30.41556, -91.43861. Según la Oficina del Censo de los Estados Unidos, Grosse Tete tiene una superficie total de 3.07 km², de la cual 3.03 km² corresponden a tierra firme y (1.43%) 0.04 km² es agua.

## Demografía
Según el censo de 2010, había 647 personas residiendo en Grosse Tete. La densidad de población era de 210,45 hab./km². De los 647 habitantes, Grosse Tete estaba compuesto por el 61.67% blancos, el 37.56% eran afroamericanos, el 0% eran amerindios, el 0.31% eran asiáticos, el 0% eran isleños del Pacífico, el 0% eran de otras razas y el 0.46% pertenecían a dos o más razas. Del total de la población el 0.31% eran hispanos o latinos de cualquier raza.